# 卡祖明
50°11′28″N 23°54′55″E / 50.19111°N 23.91528°E
卡祖明（烏克蘭語：Казумин），是烏克蘭西部的村莊，隸屬利維夫州的利維夫區。該村面積3.7平方公里，2001年該村落人口192，人口密度每平方公里51.89人。